# Heinrich Brunn
Pour les articles homonymes, voir Brunn.
Heinrich Brunn (Wörlitz, 23 janvier 1822-Schliersee, 23 juillet 1894) est un archéologue allemand, fondateur des principes de l'étude de la statuaire.

## Biographie

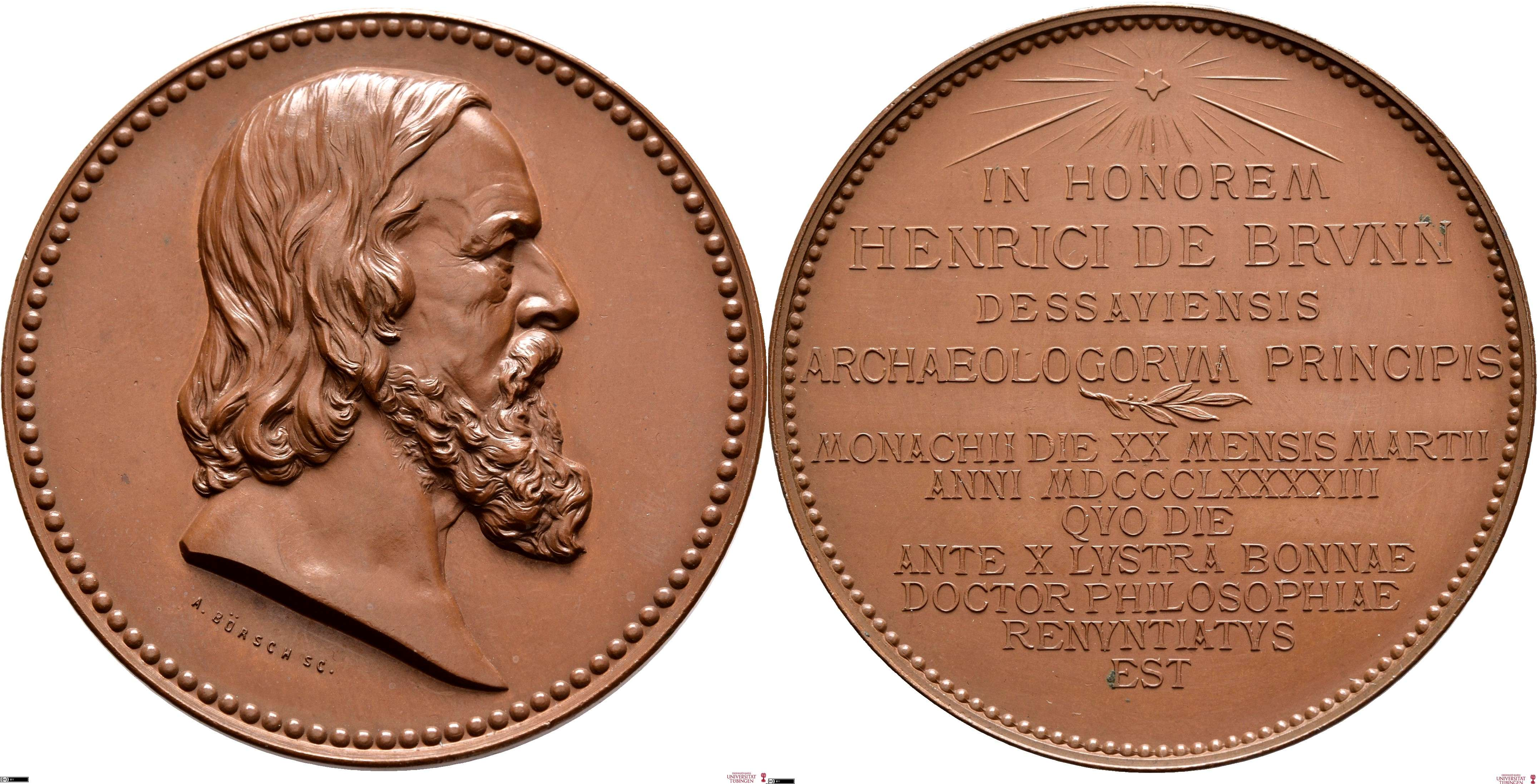
Médaille Heinrich von Brunn 1893

Il fait des études d'archéologie classique et de philologie à Bonn où il est élève de Friedrich Gottlieb Welcker et de Friedrich Wilhelm Ritschl. De 1843 à 1853, il est collaborateur scientifique à l'Institut de correspondance archéologique de Rome dont il devient le second secrétaire (1856-1865).
A Rome, il se spécialise dans l'étude des urnes funéraires étrusques et obtient la création de bourses de séjour à Rome ou à Athènes pour les jeunes étudiants en archéologie.
Titulaire de la chaire d'archéologie classique de l'Université de Munich à partir de 1865, il y constitue une importante bibliothèque et une collection de plâtres et y publie le catalogue de la collection de sculpture de Louis Ier de Bavière.
Conservateur du Cabinet des médailles et des collections de vases, il dirige en 1888 la Glyptothèque. Brunn est le premier à proposer une chronologie de l'art grec en reconstituant l'évolution stylistique des œuvres dans son ouvrage Geschichte der griechischen Künstler (1853-1859).
Il existe une médaille portant son nom.

## Publications
- Geschichte der griechischen Künstler, 1853-1859
- Beschreibung der Glyptothek zu München, 1868
- I Rilievi delle urne etrusche, 1870
- Griechische Kunstgeschichte, 1893-1897